# Miss Iowa USA
A competição de Miss Iowa USA é o concurso que escolhe a representante do Estado do Iowa para o concurso Miss USA.
Apesar do Iowa ter sido mal sucedido nas últimas quatro décadas, este foi um dos mais consistentes Estados na primeira década de existência do concurso nacional. A segunda Miss USA a vencer o Miss Universo saiu justamente do Iowa: Carol Morris, em 1956.
Jamie Solinger, Miss Teen USA 1992 e Miss Iowa USA 1998, coroou sua irmã Jacklyn como Miss Iowa USA 1999.

## Sumário de resultados

### Classificações
- Vencedoras: Carol Morris (1956) (Miss Universo 1956)
- Top 6: Carlyn Bradarich (2014)
- Top 10: Jensie Grigsby (2000)
- Top 12:	Jan Hoyer (1993)
- Top 14/15: Judy Hall (1957), Kay Nielson (1959), Trudy Shulkin (1960), Baylee Drezek (2019)
- Top 24/25: Marilyn Shonka (1953), Ione Lucken (1954)

### Premiações Especiais
- Miss Simpatia: Dana Ruth Mintzer (1983)

## Vencedoras
| Ano  | Nome                 | Cidade          | Idade1 | Classificação no Miss USA | Premiações Especiais no Miss USA | Notas |
| ---- | -------------------- | --------------- | ------ | ------------------------- | -------------------------------- | --- |
| 2020 | Morgan Kofoid        | Leon            | 22     |                           |                                  | |
| 2019 | Baylee Drezek        | Davenport       | 21     | Top 15                    |                                  | |
| 2018 | Jenny Valliere       | Cedar Rapids    | 26     |                           |                                  | |
| 2017 | Kelsey Anne Weier    | West Des Moines | 25     |                           |                                  | |
| 2016 | Alissa Morrison      | Davenport       | 24     |                           |                                  | |
| 2015 | Taylor Even          | Jesup           | 21     |                           |                                  | |

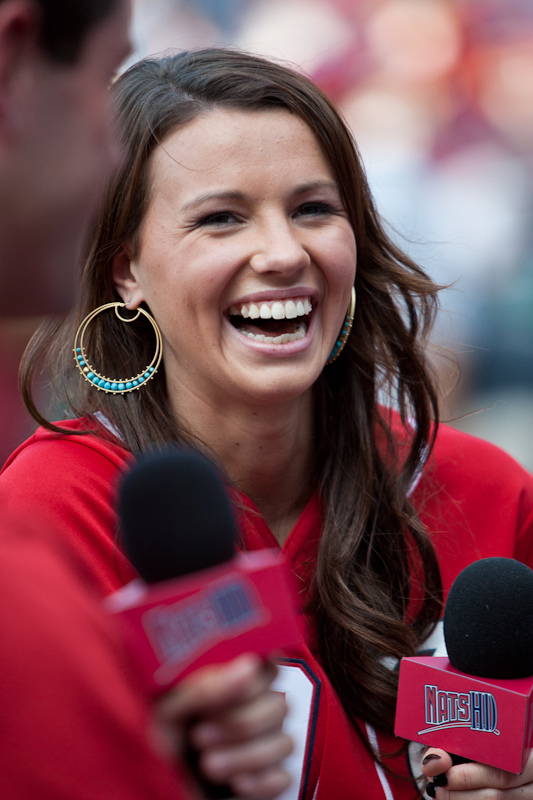
Katherine Connors, Miss Iowa USA 2010

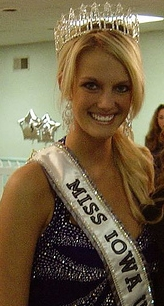
Dani Reeves, Miss Iowa USA 2007

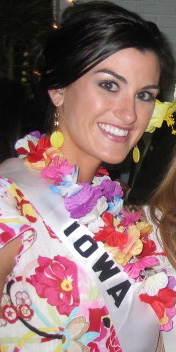
Sarah Corpstein, Miss Iowa USA 2006

| 2014 | Carlyn Bradarich     | Iowa City       | 23     | 6° lugar                  |                                  | Irmã de Ashley Bradarich, Miss Illinois USA 2010 Mais tarde Miss Illinois World 2015, top 15 no Miss World America                                            |
| 2013 | Richelle Orr         | Hampton         | 20     |                           |                                  | Foi Miss Iowa Teen USA 2011 |
| 2012 | Rebecca Hodge        | Iowa City       | 22     |                           | Miss Simpatia                    | |
| 2011 | Rebecca Goldsmith    | Chariton        | 26     |                           |                                  | |
| 2010 | Katherine Connors    | Bettendorf      | 20     |                           |                                  | |
| 2009 | Chelsea Gauger       | Ankeny          | 19     |                           |                                  | |
| 2008 | Abbey Curran         | Kewanee, IL     | 20     |                           |                                  | Primeira pessoa nascida com deficiência (paralisia cerebral) a competir no Miss USA                                                                           |
| 2007 | Dani Reeves          | Hamburg         | 21     |                           |                                  | |
| 2006 | Sarah Corpstein      | Anamosa         | 23     |                           |                                  | |
| 2005 | Joy Robinson         | Altoona         | 25     |                           |                                  | |
| 2004 | Brooke Hansen        | Fort Dodge      | 22     |                           |                                  | |
| 2003 | Linsey Grams         | Urbandale       | 20     |                           |                                  | |
| 2002 | Lauren Wilson        | Bettendorf      | 22     |                           |                                  | |
| 2001 | Clarissa Kroese      | Pella           | 22     |                           |                                  | |
| 2000 | Jensie Grigsby       | West Des Moines | 26     | Top 10                    |                                  | |
| 1999 | Jaclyn Solinger      | Altoona         |        |                           |                                  | |
| 1998 | Jamie Solinger       | Altoona         |        |                           |                                  | Foi Miss Iowa Teen USA 1992 e Miss Teen USA 1992. Mais tarde Mrs. Iowa America 2004 e 4ª colocada no Mrs. America 2004 sob o nome de casada, Jamie Patterson. |
| 1997 | Shawn Marie Brogan   | New Hampton     |        |                           |                                  | |
| 1996 | Jill Simon           | Burlington      |        |                           |                                  | |
| 1995 | Angela Hearne        | Mount Vernon    |        |                           |                                  | |
| 1994 | Dr. Callie Pandit    | Des Moines      |        |                           |                                  | |
| 1993 | Jan Hoyer            | Fort Madison    |        | Semi-finalista            |                                  | Foi Miss Iowa Teen USA 1987 |
| 1992 | Pam Patrick          | Ottumwa         |        |                           |                                  | |
| 1991 | Heather Bowes        | Toddville       |        |                           |                                  | |
| 1990 | Elizabeth Muelhaupt  | West Des Moines |        |                           |                                  | |
| 1989 | Marcy Requist        | Red Oak         |        |                           |                                  | |
| 1988 | Julie Kemmerling     | Hinsdale, IL    |        |                           |                                  | |
| 1987 | Katy Magee           | Jefferson       |        |                           |                                  | |
| 1986 | Holly Wilkins        | Clear Lake      |        |                           |                                  | |
| 1985 | Karen North          | Ames            |        |                           |                                  | |
| 1985 | Devin Steinberg      | Manson          |        |                           |                                  | Destituída após ter se casado durante o reinado. |
| 1984 | Michele Boisvert     | Decorah         |        |                           |                                  | |
| 1983 | Dana Ruth Mintzer    | Des Moines      |        |                           | Miss Simpatia                    | |
| 1982 | Jeanne Hoyer         | Fort Madison    |        |                           |                                  | |
| 1981 | Jennifer Lynn Wimpey | Iowa City       |        |                           |                                  | |
| 1980 | Lori Kromminga       | Keystone        |        |                           |                                  | |
| 1979 | Teri Lee Rees        | Sioux City      |        |                           |                                  | |
| 1978 | Michelle Daley       | West Des Moines |        |                           |                                  | |
| 1977 | Cindy Woodard        | Urbandale       |        |                           |                                  | |
| 1976 | Shery Lynn Davenport | Storm Lake      |        |                           |                                  | |
| 1975 | Kathleen Duggan      | Council Bluffs  |        |                           |                                  | |
| 1974 | Susan Jane Thompson  | Cedar Rapids    |        |                           |                                  | |
| 1973 | Dyanna Roberts       | Oskaloosa       |        |                           |                                  | |
| 1972 | Jennifer Jo Owen     | Maxwell         |        |                           |                                  | |
| 1971 | Cindy Helmers        | Sibley          |        |                           |                                  | |
| 1970 | Jacqueline Jochims   | Carroll         |        |                           |                                  | 4ª colocada no Miss Beleza Internacional 1971, representou Iowa no Miss World USA 1970, mas não se classificou                                                |
| 1969 | Becky Stoner         | Laurens         |        |                           |                                  | |
| 1968 | April Andrews        | Sioux City      |        |                           |                                  | |
| 1967 | Kathleen Solt        | Jefferson       |        |                           |                                  | |
| 1966 | Janis Mieras         | Alta            |        |                           |                                  | |
| 1965 | Mari Hardy           | Sioux City      |        |                           |                                  | |
| 1964 | Barbara Rodgers      | Perry           |        |                           |                                  | |
| 1963 | Ramona Meylor        | Le Mars         |        |                           |                                  | |
| 1962 | Regina Prusha        | Cedar Rapids    |        |                           |                                  | |
| 1961 | Deanne Ostermann     | Ocheyedan       |        |                           |                                  | |
| 1960 | Trudy Shulkin        | Sioux City      |        | Semi-finalista            |                                  | |
| 1959 | Kay Nielson          | Council Bluffs  |        | Semi-finalista            |                                  | Ex-Miss Nebraska 1957 |
| 1958 | Sandra Olsen         | Sioux City      |        |                           |                                  | |
| 1957 | Judy Hall            | Council Bluffs  |        | Semi-finalista            |                                  | |
| 1956 | Carol Morris         | Ottumwa         | 19     | Vencedora                 |                                  | Eleita Miss Universo 1956, Miss Iowa 1954 |
| 1955 | Jerri Jean Cole      | Holstein        |        |                           |                                  | |
| 1954 | Ione Lucken          | Le Mars         |        | Semi-finalista            |                                  | |
| 1953 | Marilyn Shonka       | Sioux City      |        | Semi-finalista            |                                  | |
| 1952 | Gracie Lou Freebush  | New Jersey      | 26     | Finalista                 | Miss Simpatia                    | |

1 Idade à época do concurso Miss USA